# Nette (dopływ Renu)

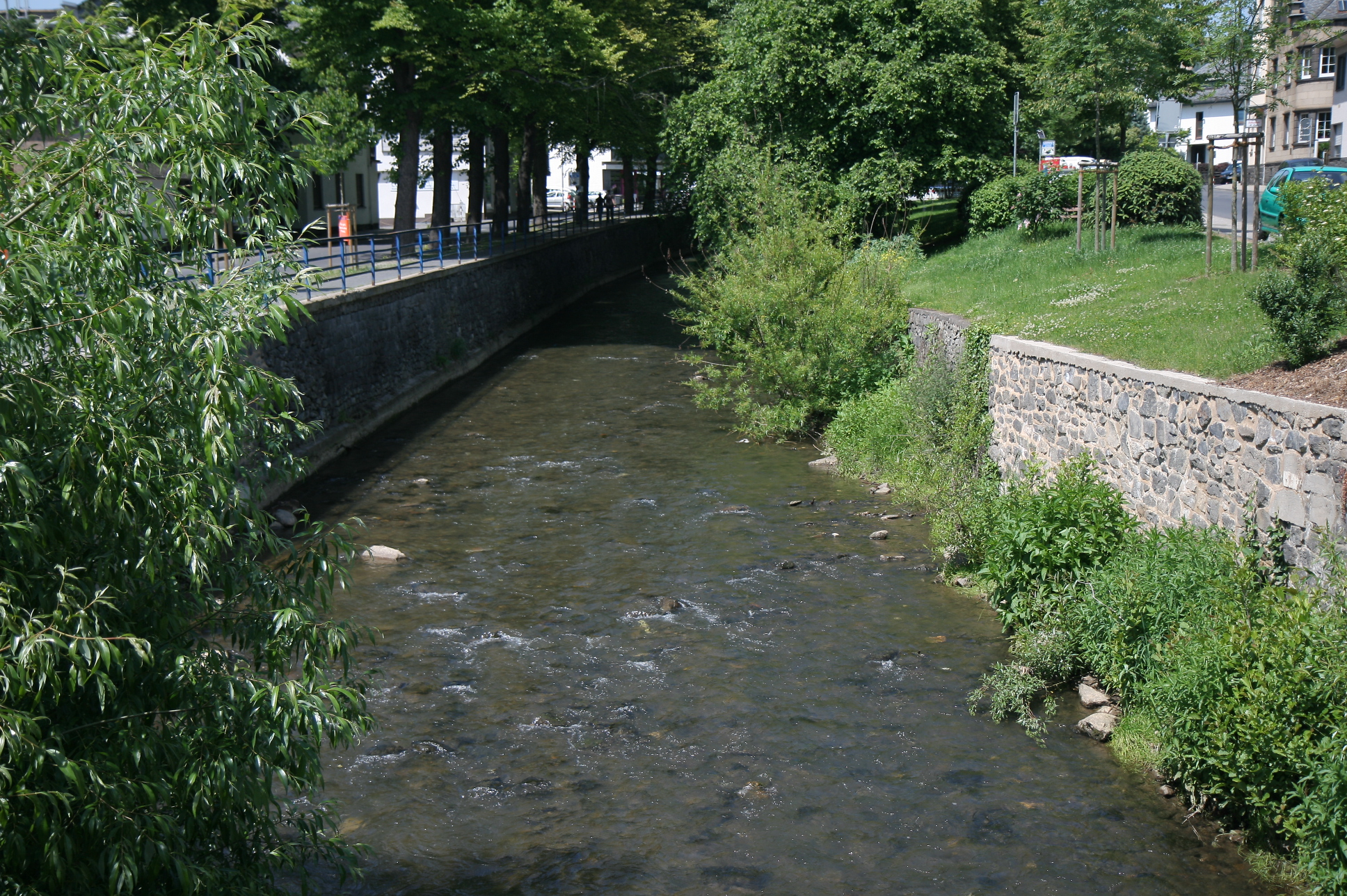
Nette w Mayen

Nette – rzeka w zachodnich Niemczech, przepływająca przez kraj związkowy Nadrenię-Palatynat, lewy dopływ Renu. Jej długość wynosi 59,1 km. Wypływa z pasma górskiego Eifel, na południe od miejscowości Nürburg. Płynie na wschód przez miasto Mayen i wpada do Renu pomiędzy Weißenthurm i Andernach. 
Rzeka Nette występuje w nazwie jednego z gatunków piwa browaru Königsbacher.